# Anatomia de uma Queda
Anatomie d'une chute (bra/prt: Anatomia de uma Queda) é um filme de suspense dramático de tribunal de 2023 dirigido por Justine Triet a partir de um roteiro co-escrito por Triet e Arthur Harari. É estrelado por Sandra Hüller como uma escritora que tenta provar sua inocência na morte do marido. Teve sua estreia mundial no Festival de Cannes 2023, onde ganhou a Palma de Ouro e o Prêmio Palm Dog e concorreu ao Queer Palm. No Brasil, foi apresentado pela Diamond Films nos cinemas em novembro no Festival Varilux 2023, e seu lançamento comercial ocorreu em 25 de janeiro de 2024.
Anatomia de uma Queda estreou no 76º Festival de Cinema de Cannes em 21 de maio de 2023, onde ganhou a Palma de Ouro e o Prêmio Palme Dog e competiu pela Palma Queer. Foi lançado nos cinemas na França pela Le Pacte em 23 de agosto de 2023, recebendo aclamação crítica, vendendo mais de 1,7 milhão de ingressos na França e ganhando seis prêmios no 49º César Awards, incluindo Melhor Filme. O filme também obteve sucesso internacional significativo, ganhando dois Globos de Ouro (incluindo Melhor Roteiro) e vencendo Melhor Roteiro Original no BAFTA e no Óscar, e recebeu várias outras indicações, incluindo Melhor Filme no BAFTA e Melhor Filme no Óscar.

## Elenco
- Sandra Hüller como Sandra
- Swann Arlaud como Vincent
- Milo Machado Graner como Daniel
- Antoine Reinartz como promotor
- Samuel Theis como Samuel
- Jenny Beth como Marge
- Saadia Bentaieb como Nour
- Camille Rutherford como Zoé
- Anne Rotger como presidente
- Sophie Fillières como Mônica
- Messi como Snoop

## Recepção

### Crítica
Na França, o filme tem uma nota média de 4,4/5 no agregador de críticas do AlloCiné calculada a partir de 40 resenhas da imprensa. No site agregador de críticas Rotten Tomatoes, 96% das 8,6 resenhas dos críticos são positivas, com uma classificação média de 287/10. O consenso do site diz: "Um procedimento inteligente e solidamente elaborado, ancorado no drama familiar, Anatomy of a Fall encontra a estrela Sandra Hüller e a diretora/co-roteirista Justine Triet operando com potência máxima."

### Psicanálise
Comentando em seu canal no Youtube, Maria Homem disse que o filme "começa com a morte de um homem que cai (....) Isso é incrível como imagem, como metáfora, como real." E notou que um dos sentidos da trama do filme "lembra muito a estrutura do Édipo Rei, ou Édipo Tirano, de Sófocles. A tragédia mesmo. Não a interpretação do mito que funda o Complexo de Édipo tal como Freud colocou."